# Pfarrkirche St. Leonhard am Forst

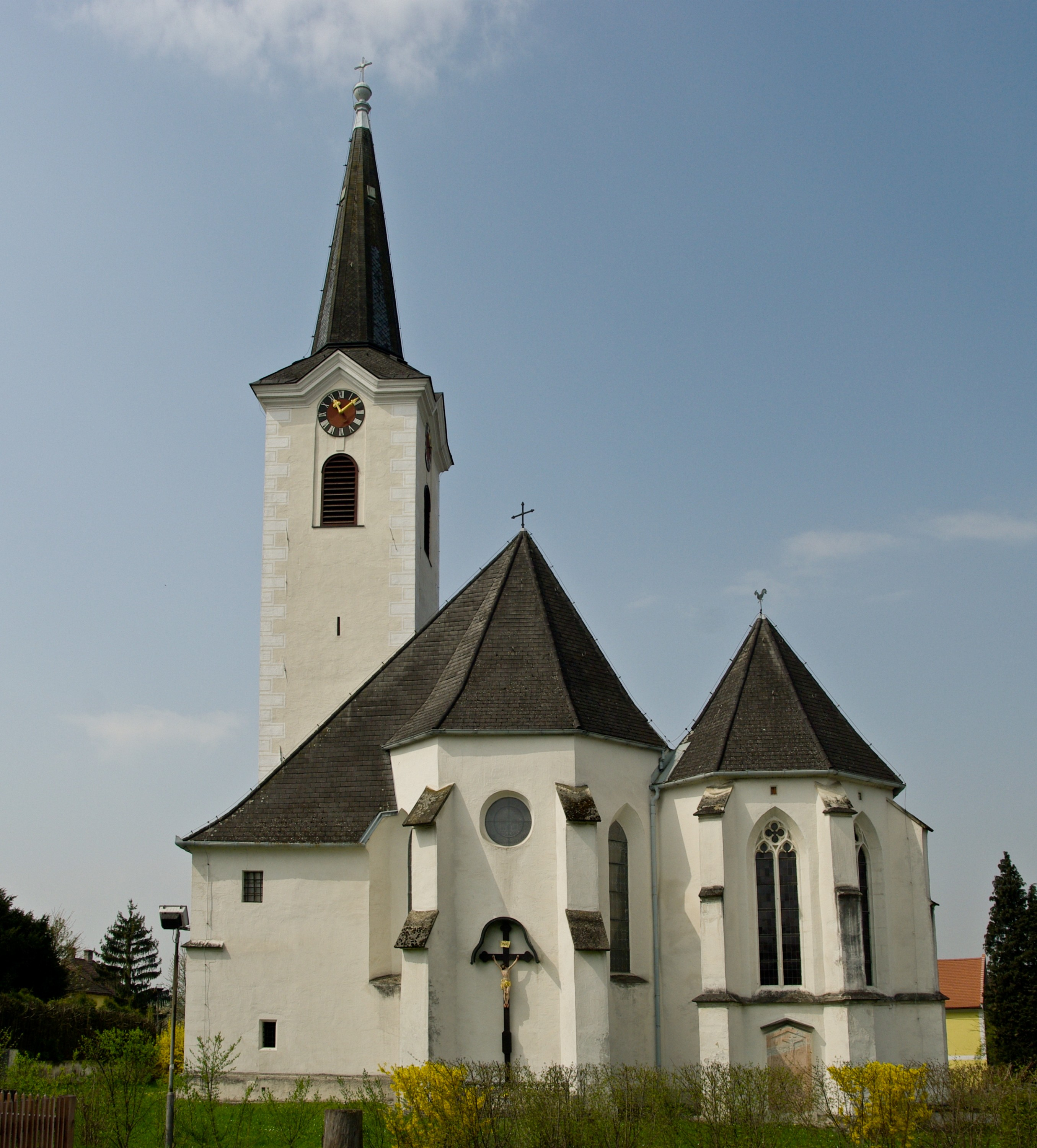
Katholische Pfarrkirche St. Leonhard am Forst

Die Pfarrkirche St. Leonhard am Forst steht auf einem weiten locker verbauten Platz am östlichen Ortsrand in der Marktgemeinde St. Leonhard am Forst im Bezirk Melk in Niederösterreich. Die dem Patrozinium hl. Leonhard von Limoges unterstellte römisch-katholische Pfarrkirche gehört zum Dekanat Melk in der Diözese St. Pölten. Die Kirche steht unter Denkmalschutz (Listeneintrag).

## Geschichte
Die Pfarre ist eine Gründung des Grafen von Peilstein, urkundlich wurde 1160 eine Pfarre genannt, diese Pfarre war die Mutterpfarre für die weitere Umgebung. Es wurde wohl für die Anfangsphase der Bau eines Klosters für die Augustiner-Chorherren geplant, 1188 wurde ein Probst genannt. Vor 1200 wurde die Pfarre der Pfarrkirche Ruprechtshofen abgetrennt und 1316 durch Herzog Friedrich den Schönen an die Kartause Mauerbach geschenkt und war 1322/1332 bis 1782 der Kartause inkorporiert.

## Architektur
Die im Kern romanische spätgotische dreischiffige Staffelkirche mit einem hochgotischen Langchor mit einem nahezu gleich großen Nordchor hat einen massiven Südturm im südlichen Choreck.

## Ausstattung
Der breit gelagerte hochbarocke Hochaltar hat einen bühnenartigen frei stehenden Altarblock mit Tabernakel mit schräg gestellten Opfergangsportalen.
Die prunkvolle Hängekanzel entstand 1730.
Die Orgel mit 17 Registern baute Gregor Hradetzky 1969.